# Блэр, Джеймс (генерал)
Генерал Джеймс Блэр (англ. James Blair) (27 января 1828 — 18 января 1905) — военный деятель шотландского происхождения, который дослужился до звания генерала в Британских колониальных войсках и был награждён Крестом Виктории, самая высокая и самая престижная награда за храбрость перед лицом врага, которая может быть присуждена в Британских войсках и войсках Содружества наций. Также награждён Орденом Бани.
Двоюродный брат капитана Роберта Блэра, также награждённого  Крестом Виктории.

## Подвиги
Ему было 29 лет, когда он, будучи капитаном во 2-й Бомбейской Легкой кавалерии в Бомбейской армии во время индийского мятежа в 1857 году, за два подвига был награждён Крестом Виктории.

## Генерал и резидент в Адене
Позже он получил звание генерал и был резидентом Великобритании в Адене в 1882-1885 годах.